# How Mine Football Club
O How Mine Football Club é um clube de futebol com sede em Bulawayo, Zimbabwe. A equipe compete no Campeonato Zimbabuense de Futebol.

## História
O clube foi fundado na cidade de Bulawayo.